# Асналькольяр
Асналькольяр (ісп. Aznalcóllar) — муніципалітет в Іспанії, у складі автономної спільноти Андалусія, у провінції Севілья. Населення — 6191 особа (2010).
Муніципалітет розташований на відстані близько 390 км на південний захід від Мадрида, 27 км на північний захід від Севільї.

## Демографія
Динаміка населення (INE ):

## Галерея зображень

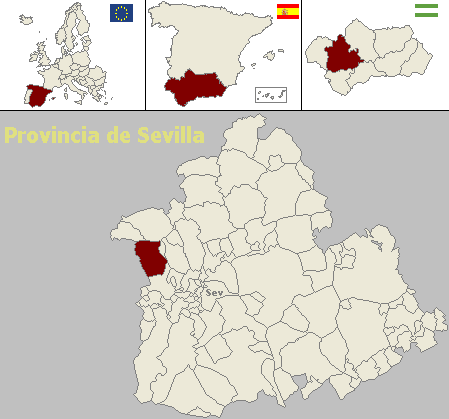
Розташування муніципалітету Асналькольяр у провінції Севілья